# Eric Philogene
Joseph Roel Eric Philogene (ur. 2 maja 1966) – maurytyjski piłkarz grający na pozycji prawego obrońcy. W swojej karierze rozegrał 40 meczów i strzelił 3 gole w reprezentacji Mauritiusa.

## Kariera klubowa
Swoją karierę piłkarską Philogene rozpoczął w klubie Fire Brigade SC. W sezonie 1985/1986 zadebiutował w jego barwach w pierwszej lidze maurytyjskiej. W debiutanckim sezonie zdobył z nim Puchar Mauritiusa. W sezonie 1986/1987 grał w Mahebourg United, a w 1987 przeszedł do Sunrise Flacq United SC. Grał w nim do 2000 roku. Wywalczył z nim siedem tytułów mistrza Mauritiusa w sezonach 1988/1989, 1989/1990, 1990/1991, 1991/1992, 1994/1995, 1995/1996 oraz 1996/1997 i zdobył trzy krajowe puchary w latach 1992, 1993 i 1996. W sezonie 2000/2001, ostatnim w karierze, występował w US Beau Bassin-Rose Hill, z którym zdobył Puchar Mauritiusa.

## Kariera reprezentacyjna
W reprezentacji Mauritiusa Philogene zadebiutował 2 października 1988 roku w wygranym 3:0 meczu kwalifikacji do Pucharu Narodów Afryki 1990 z Seszelami. Od 1988 do 2001 wystąpił w kadrze narodowej 40 razy i strzelił 3 gole.